# Tadatoši Fudžimaki
Tadatoši Fudžimaki (japonsky 藤巻忠俊, Fudžimaki Tadatoši, * 9. června 1982 Tokio) je japonský mangaka.
Mezi jeho nejznámější díla patří manga Kuroko no basuke. Ilustroval též série ƒ -Replace-, -Replace 2-, -Replace 3- a -Replace 4-.